# Diplodia sarothamni
Diplodia sarothamni är en svampart som beskrevs av Cooke & Harkn. 1884. Diplodia sarothamni ingår i släktet Diplodia och familjen Botryosphaeriaceae.   Inga underarter finns listade i Catalogue of Life.